# Hurá za hádankou
Hurá za hádankou (v anglickém originále Hurray for Huckle! nebo též Busytown Mysteries) je kanadský animovaný seriál pro děti vytvořený Richardem Scarrym v produkci Cookie Jar Entertainment pro CBC Television. V Česku jej vysílala stanice Minimax a nyní Jim Jam.
Děj se odehrává ve fiktivním městě Rychlíkově, kde kocour Hádanka se svými kamarády zažívá dobrodružství při řešení záhad pomocí logického uvažování. Nenásilnou formou tak učí děti logice, souvislostem a samostatnému uvažování.
V letech 2007 až 2010 bylo natočeno celkem 52 dílů ve dvou řadách.

## Postavy
| České znění | České znění             | České znění                         | Originální znění (angličtina) | Originální znění (angličtina) | Originální znění (angličtina) |
| Jméno       | Postava                 | Hlas                                | Jméno                         | Hlas                          |                               |
| ----------- | ----------------------- | ----------------------------------- | ----------------------------- | ----------------------------- | ----------------------------- |
| Hádanka     | kocour, detektiv amatér | Jan Maxián / Jan Battěk             | Huckle Cat                    | Joanne Vannicola              |                               |
| Sally       | kočka, sestra Hádanky   | Jitka Moučková                      | Sally Cat                     | Ellie Ellwand                 |                               |
| Louda       | červík                  | Ladislav Běhůnek / Ladislav Cigánek | Lowly Worm                    | Paul Wensley                  |                               |
| Jájo        | prasátko                | Radka Stupková / Radek Hoppe        | Pig Will                      | Julie Lemieux                 |                               |
| Jáne        | prasátko                | Jiří Balcárek / Radovan Vaculík     | Pig Won't                     | Richard Binsley               |                               |
| Zlatohlávek | brouk, reportér         | Zbyšek Horák / Petr Meissel         | Goldbug                       | Kevin Dennis                  |                               |